# Ingo Senst
Ingo Senst (né le 26 décembre 1964 à Brunswick) est un contrebassiste allemand de jazz moderne.

## Carrière
Ingo Senst a étudié au Conservatoire de Hilversum aux Pays-Bas de 1987 à 1992. 
Depuis 1995, il vit à Dortmund en tant que musicien indépendant. Il a été membre du Wil Saldens Glenn Miller Orchestra et a également travaillé avec Sasha (en), par exemple sur son tube "Lucky Day". Il a fait partie du Groenewald Newnet autour de Marko Lackner et Primus Sitter, au quintette d'Ariane Jacobi, à l'International Škoda All Star Band, du groupe Raise the Roof ou du Modern String Quartet.. 
Depuis 2007, il joue en alternance avec Matthias Akeo Nowak dans le trio de jazz Triosence et peut être entendu sur leurs albums Where Time Stands Still et Turning Points. 
Depuis 2016, il est bassiste du Götz Alsmann Band. Il a également joué avec Tom Gäbel, Dusko Goykovich, Stefan Bauer, Philip Catherine, Thomas Alkier, Ramesh Shotham, Andy Haderer, Silvia Droste, Thomas Hufschmidt (Cape Impressions)  Il a enregistré divers enregistrements et productions radiophoniques, et a effectué des tournées dans de nombreux pays au cours de sa carrière.